# Gostkon
Gostyński Festiwal Fantastyki Gostkon – konwent fanów poświęcony szeroko rozumianej fantastyce, odbywający się co roku w Gostyniu.  Jego celem jest upowszechnianie różnych odmian fantastyki (fantasy, fantastyki naukowej, a także gier (w tym fabularnych i planszowych), komiksów, u, cosplay i innych przejawów kultury popularnej w lokalnym środowisku.

## Historia i organizatorzy
Pomysłodawcą i głównym organizatorem Gostkonu jest Klub Fantastyki „Kopuła Zapomnienia”. Klub, skupiający przeważnie gostyńską młodzież interesującą się astronomią, fantasy i science fiction, powstał w Gostyniu w 2010 r., od 2019 r. klub działa w strukturach Biblioteki Publicznej Miasta i Gminy w Gostyniu. Pierwsza edycja festiwalu odbyła się w 2014 r. Początkowo festiwal był organizowany przez Klub Fantastyki „Kopuła Zapomnienia” i Gostyński Ośrodek Kultury „Hutnik”, od 2017 r. współorganizatorem jest również Biblioteka Publiczna Miasta i Gminy w Gostyniu.
Festiwal w poszczególnych latach odbywał się w różnych miejscach w mieście; główne sceny to GOK „Hutnik”, biblioteka i szkoły podstawowe w Gostyniu. oraz Kino „Pod Kopułą”.

## Program
Wydarzenia festiwalowe odbywają się równolegle w kilku pomieszczeniach i obejmują m.in.:
- gry planszowe i fabularne
- strefę klocków Lego
- czytelnię komiksów
- warsztaty rysowania komiksów
- warsztaty pisarskie
- spotkania z pisarzami, m.in. Maciejem Parowskim i Łukaszem Orbitowskim
- wykłady na tematy naukowe i związane z fantastyką
- projekcje filmów
- panel lemologiczny, poświęcony twórczości Stanisława Lema